# Sophie Hugard
Sophie Hugard, née le 6 mars 1968,, est une joueuse de handball internationale française.

## Biographie
Elle est appelée pour la première fois en équipe de France en mars 1993,.

## Palmarès

### En club
compétitions nationales
- championne de France en 1989[6], 1990, 1993, 1994 et 1995 (avec ASPTT Metz)
- Vainqueur de la coupe de France en 1990 et 1994[7] (avec ASPTT Metz)
- Finaliste de la coupe de France en 1992 et 1993[8] (avec ASPTT Metz)

### En équipe nationale
- Médaille d'argent aux Jeux méditerranéens de 1993 en Languedoc-Roussillon